# Tryb rozkazujący
Tryb rozkazujący (łac. imperativus) – jeden z podstawowych trybów w mowie. Wyraża zazwyczaj rozkaz, życzenie lub prośbę. Stosowany jest do wszystkich osób, łącznie z pierwszą osobą liczby pojedynczej, choć w tym wypadku rozumiany jest jako figura retoryczna. W wielu językach występuje również w czasie przeszłym. Aby wzmocnić wymowę, często używa się wykrzyknika. Istnieje kilka form omownych, zastępujących tryb gramatyczny – najczęściej jest to konstrukcja z czasownikiem musieć.

## Język polski
Dla drugiej osoby obu liczb oraz pierwszej osoby liczby mnogiej istnieją formy morfologiczne. Tryb rozkazujący dla pozostałych osób tworzymy przez partykułę niech i odpowiednie formy czasu teraźniejszego lub przyszłego prostego w trybie oznajmującym. 
```
niech pomyślę     pomyślmy
pomyśl            pomyślcie
niech pomyśli     niech pomyślą
```

Dla czasu przeszłego stosuje się formę omowną z partykułą oby i czasownikiem w czasie przeszłym. Nie jest to jednak konstrukcja swoista i stosuje się ją często tylko przy tłumaczeniu trybu rozkazującego w czasie przeszłym z innych języków.
- Oby poszedł.

Używa się także formy grzecznościowej z proszę i bezokolicznikiem, np. proszę wejść. To również nie jest forma morfologiczna trybu rozkazującego.

## Język angielski
W najczęściej używanej drugiej osoby liczby pojedynczej i mnogiej jest tożsamy z bezokolicznikiem (bez wyróżnika to). W pozostałych osobach używa się czasownika let, zaimka w formie dopełnienia i bezokolicznika. Przeczymy używając dla drugiej osoby formy don't a dla pozostałych partykuły not. Poniżej podano odmianę czasownika "go" ("iść") w trybie rozkazującym.
```
let me go            let us (let's) go
go                   go
let him/her go       let them go
```

Pewne znaczenie trybu rozkazującego przejawia czasownik shall, w przeszłości służący głównie do wyrażania rozkazów. a obecnie będący w zaniku, zwłaszcza poza Anglią. Służy on do budowy czasu przyszłego, ale również tzw. coloured future – przyszłości w aspekcie modalnym – występuje wtedy (w przeciwieństwie do czasu przyszłego) we wszystkich osobach. 
```
I shall read         we shall read
you shall read       you shall read
he/she shall read    they shall read
```

Często stosowany jest w oficjalnych nakazach, zakazach i upomnieniach, na przykład: 
- Each employee shall obey the Health and Safety rules (każdy pracownik musi przestrzegać przepisów BHP).

W mowie potocznej rzadko stosowany, często w żartobliwym kontekście:
- You shall listen – masz słuchać.

Tradycyjnie z czasownikiem shall łączy się tekst dziesięciu przykazań:
- Thou shalt not kill (w wersji współczesnej You shall not kill) – nie zabijaj.

## Język arabski
Dla drugiej osoby obu rodzajów i wszystkich liczb tryb rozkazujący tworzy się poprzez dodanie do tematu czasu teraźniejszego prefiksu "i" اِ, jeżeli charakterystyczną samogłoską danego czasownika jest "i" lub "a", albo "u" اُ, jeżeli charakterystyczną samogłoską jest "u". Dodaje się też końcówkę, zależną od rodzaju i liczby:
```
             l. poj.    l. podw.    l. mn.

r. męski     ـْ  –         -ā        ـُوا -ū

r. żeński    ـِي -ī       ـَا -ā      ْـْنَ -na
```

Przykładowe formy trybu rozkazującego dla czasownika kataba كتب – pisać, z charakterystyczną samogłoską "u":
```
             l. poj.         l. podw.         l. mn.

r. męski     اُكْتُبْ uktub     اُكْتُبَا uktubā    اُكْتُبُوا uktubū

r. żeński    اُكْتُبِي uktubī   اُكْتُبَا uktubā    اُكْتُبْنَ uktubna
```

Dla pozostałych osób tworzy się poprzez dodanie przedrostka li- لِـ do odpowiedniej formy czasownika w apokopacie, np.:
- piszmy! – لنكتب [li-naktub]
- piszcie (l. mn., r. m.)! – ليكتبوا [li-yaktubū].

## Język indonezyjski
Czasowniki z przedrostkiem me- tracą ten przedrostek w trybie rozkazującym. Jeżeli czasownik ma dodatkowo przyrostek -kan lub -i, przyrostek ten musi zostać zachowany.
```
membaca (czytać)       baca!
memberikan (dawać)     berikan!
memulai (zaczynać)     mulai!
```

Trudniejsza sprawa jest z przedrostkiem ber-. Czasowniki mogą go zachowywać lub tracić w trybie rozkazującym i nie rządzą tym żadne ustalone zasady.
```
lari (bieg)    → berlari (biegać)      lari! (biegnij!)
nafas (oddech) → bernafas (oddychać)   bernafas! (oddychaj!)
```

W trybie rozkazującym można używać form podanych powyżej. Jeśli jednak chce się nakazać coś trochę grzeczniej, możemy użyć przyroska -lah.
```
baca!      bacalah!
berikan!   berikanlah!
lari!      larilah!
```

## Język fiński
Regularnie tworzy się wszystkie formy czasu przyszłego:
```
nie występuje    (me)   syökäämme
(sinä) syö       (te)   syökää
(hän)  syököön   (he)   syökööt
```

Formy trybu rozkazującego czasu przeszłego, tylko dla trzeciej osoby obu liczb:
```
olkoon syönyt      olkoot syöneet
```

Można przetłumaczyć jako Miał zjeść!. Występuje tryb rozkazujący dla czasu przeszłego dla III osoby obu liczb, nie ma on jednak obecnie znaczenia praktycznego.

## Język francuski
W języku francuskim tryb rozkazujący czasu teraźniejszego jako odrębna forma gramatyczna występuje tylko w drugiej osobie obu liczb oraz pierwszej osobie liczby mnogiej. W liczbie pojedynczej formę tworzy się od 1. os. l.p., formy liczby mnogiej są tożsame z formami odpowiednich osób w czasie teraźniejszym. 
Oto przykładowe tryby rozkazujące kilku czasowników:
```
lire (czytać)      lis!     lisons!        lisez!       ne lis pas!      ne lisez pas!
parler (mówić)     parle!   parlons!       parlez!      ne parle pas!    ne parlez pas!
finir (kończyć)    finis!   finissons!     finissez!    ne fini pas!     ne finissez pas!
```

W pozostałych osobach używa się trybu łączącego.
```
que je lise                    –
    –                          – 
qu'il (elle) lise       qu'ils (elles) lisent      
```

Istnieje również tryb rozkazujący czasu przyszłego, składający się z subjonctifu czasownika être i imiesłowu przysłówkowego biernego. 
```
      –                   ayons fini
      aie fini            ayez fini
      –                        –
```

Obecnie nie ma znaczenia praktycznego.